# Wermut

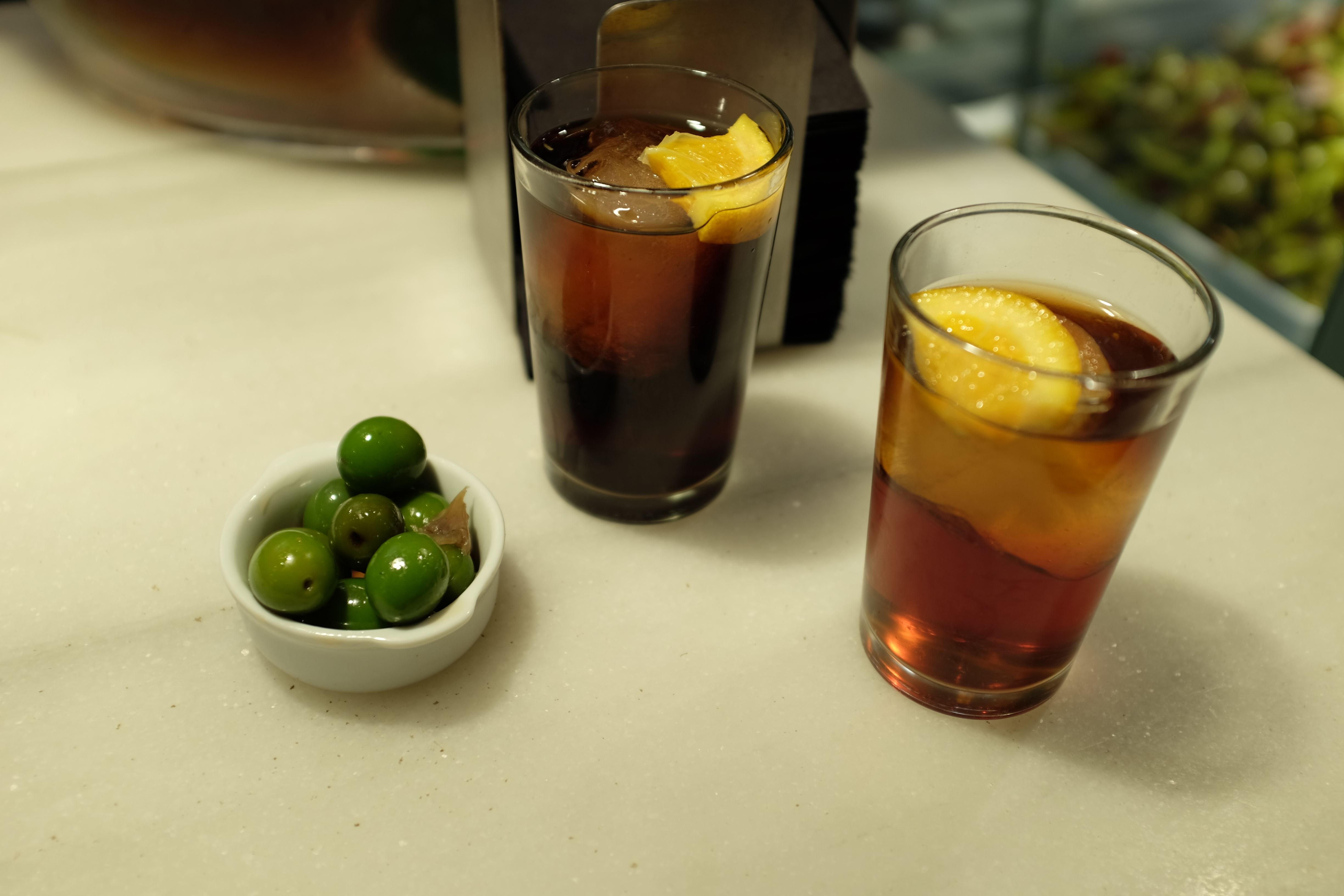
Wermut podany z lodem i cytryną

Wermut – wino wzmocnione aromatyzowane różnymi składnikami roślinnymi (ziołami, przyprawami, korzeniami, korą, kwiatami, nasionami, owocami), a czasem także barwione. Wzmocnione aromatyzowane wina znane były już w starożytności, jednak nowoczesne wersje napoju zostały po raz pierwszy wyprodukowane w połowie XVI wieku w Europie. Początkowo wermut był tradycyjnie używany jedynie do celów leczniczych, jednak z czasem zyskał popularność jako napój ze względu na swoje walory smakowe. Pod koniec XIX wieku stał się popularny wśród barmanów jako kluczowy składnik koktajli, w tym między innymi Manhattan, czy Negroni. 
Historycznie istniały dwa główne rodzaje wermutu: czerwony słodki i biały wytrawny. Z czasem, odpowiadając na rynkowe zapotrzebowanie, producenci stworzyli także styl: wermut biały Extra Dry (odpowiadający w smaku stylowi półwytrawnemu). W kolejnych latach powstały także wersje: biały słodki (blanc lub bianco), bursztynowy (ambre) oraz różowy.
Wermut powstaje na bazie wina gronowego lub niesfermentowanego moszczu winogronowego do którego dodawany jest alkohol pochodzenia rolniczego, a także indywidualna mieszanka złożona z aromatycznych ziół, przypraw, czy owoców. Niezbędnym składnikiem każdej mieszanki jest piołun (bylica). Finalnym etapem, w zależności od stylu, jest dosładzanie wermutu cukrem.

## Etymologia i historia

### Czasy starożytne
Uważa się, że spożycie win wzmocnionych ziołami i przyprawami korzennymi rozpoczęło się w Chinach w czasach dynastii Shang i Zhou (1250-1000 r. p.n.e.). Prawdopodobnie to wtedy po raz pierwszy doprawiono wina dodatkowymi składnikami, w celu uczynienia z nich napojów leczniczych. Podobne informacje znaleźć można we wczesnych indyjskich tekstach medycznych wspominających napoje lecznicze wytwarzane w wyniku fermentacji alkoholowej ziół i cukrów. Zdecydowanie bardziej szczegółowe zapiski pochodzą z terenów starożytnej Grecji i sięgają czasów około 400 r. p.n.e. Wśród nich znaleźć można przepisy na zaparzanie aromatycznego białego wina doprawianego piołunem, który ze względu na swoje właściwości miał być bardzo skuteczny w leczeniu zaburzeń żołądka i pasożytów jelitowych.
Następne stulecia, podobnie jak dla wina, przyniosły znaczny spadek zainteresowania produkcją i spożywaniem napojów, które możemy uznać za przodków współczesnego wermutu.

### Czasy nowożytne
Ponowny rozkwit i ożywienie produkcyjne nastąpiło na przełomie XV i XVI wieku. Z terenu Węgier pochodzą zapiski potwierdzające, że co najmniej od XV wieku aromatyzowano tam wina różnymi gatunkami artemizji (bylicy piołun), nasionami gorczycy, czy chrzanu. Piołun był nazywany po węgiersku „üröm” lub „irem”, stąd napój aromatyzowane wino nazywane było „ürmös” lub „ürmösbor” (wino piołunowe). Ważną rolę w kształtowaniu smaku i historii wermutu odegrała także Polska. Z „Krótkiej rozprawy między trzema osobami, Panem, Wójtem, a Plebanem” Mikołaja Reja wydanej w 1543 roku dowiadujemy się o trunku zwanym hipokras, czy też „vinum Hippocratum”. Było to wino przyprawione ziołami i miodem. Z kolei w receptariuszu „Alexego Pedemontana Tajemnice” wydanym w 1568 roku odnaleźć można przepis na „hipokras gorzałczany”, czyli protoplastę wermutu. Autor używa w nim sformułowania dragma, jako synonimu szczypty.
"Weźmi cynamonu czystego dwie uncje, imbiru pół uncjej, rajskich ziarn średnich i pieprzu
długiego po półtory dragmy, gwoździków jednę dragmę, orzecha muszkatowego pół dragmy,
wszystko to potarłszy wsyp w naczynie gorzałki pełne, którą czterykroć przepalano, zatkajże
czyście do dnia czwartego, a na każdy dzień raz albo trzy zamęć. Potym przecedź a schowaj.
Tej gorzałki łyżkę jednę ulej w kwartę wina czerwonego prawie dobrego, przyłożywszy pół
funta cukru, wszakże jeśli wino słodkie, tedy cukru kłaść nie trzeba."
Hipokras cieszył się w Polsce ogromną popularnością. Polscy kupcy masowo doprawiali węgierskie wina rozmaitymi przyprawami, doskonaląc tym samym swój kunszt. Procederem doprawiania zainteresowali się także fałszerze, którzy zwietrzyli w tym szansę na zarobek. Lokalne władze oraz zrzeszenia kupieckie, aby ograniczyć takie praktyki wymagały złożenia przysięgi od wszystkich kupców trudniących się handlem winem. Jedną z pierwszych była ta, wprowadzona w XVI wieku na terenie Poznania. Brzmiała ona następująco:
„Ja… przysięgam, że te wina wszystkie którekolwiek, tak jako terasz w sobie są same zachowane, o nich niczem przetwarzacz nie będę, ani zatrzymanim”  (to jest dodaniem destylatu) albo niekiszalim winem [tj. moszczem ] slodzicz go nie bendę, żeby łagodniejsze, a zathim odbithniejsze [łatwiej sprzedawalne] było. (…) Thakże (…) żadnego podlejszego winem any żadną rzeczą nie rozthworzę [rozcieńczę] any odmienie. (…) Thak my P. Bóg pomosz i szina jego umęczenie”.
Moda na wzmacniane wina aromatyzowane przeniosła się z Polski i Węgier do pozostałych krajów. W Niemczech już w drugiej połowie XVI wieku zaczęły pojawiać się wina aromatyzowane piołunem. Niemieckie słowo „wermut” oznacza właśnie piołun i tak właśnie skrótowo zaczęto określać aromatyzowane i wzmacniane wina. Mniej więcej w tym czasie włoski kupiec o nazwisku D'Alessio zaczął produkować podobny produkt w Piemoncie jako „wino piołunowe”. Wraz z jego sukcesem podobną drogą zaczęli podążać inni producenci, głównie we wschodniej i południowo-wschodniej Francji. Przy czym każdy z nich starał się przygotować wyjątkową i charakterystyczną dla siebie mieszankę ziół i przypraw. W połowie XVII wieku napoje te dotarły do Anglii i były spożywane właśnie pod nazwą „wermut”, która to stała się powszechną i obowiązującą nazwą napoju aż do dziś.
Z biegiem czasu spopularyzowały się dwa główne style – czerwony i słodki, którego głównym reprezentantem były wermuty tworzone przez Włocha Antonio Benedetto Carpano oraz bardziej wytrawny i gorzki biały wermut, którego styl rozpropagował Joseph Noilly. Począwszy od XVI wieku widoczne jest też zdecydowanie zanikanie wykorzystywania wermutu do celów leczniczych. Rośnie natomiast jego spożycie z powodu walorów smakowych. Koniec XVIII wieku  to rozkwit spożycia wermutu, który stał się wówczas najpopularniejszym aperitifem we Włoszech i Francji.
Właściwości wermutu jako doskonałego składnika koktajli zostały szybko dostrzeżone przez barmanów i stał się on jednym z najchętniej używanych składników w ówczesnych barach. Szczególnie widoczne to było w USA, gdzie w latach 80. i 90. XIX wieku królowały mocne wermutowe koktajle.
XX wiek przyniósł zmianę preferencji i chęć picia nieco lżejszych drinków do których wermut również znakomicie się nadawał. Jego popularność nie malała, szczególnie, że był alkoholem po który sięgali podziwiani wówczas Ernest Hemingway, Humphrey Bogart, czy też agent James Bond. Do wzrostu popularności wermutu przyczyniły się także liczne kampanie reklamowe włoskiego producenta marki Martini.
Druga połowa XX wieku przyniosła znaczną popularność i jednoczesne umasowienie produkcji oraz odejście od oryginalnych receptur przez wielu głównych producentów. Brak norm prawnych i regulacji dotyczących produkcji wermutu wpłynął na systematyczne obniżanie jego jakości. Pozycja wermutu została zmarginalizowana do składnika koktajli oraz aperitifu spożywanego sporadycznie we Włoszech, Hiszpanii i Francji.
Szczęśliwie dla wermutu, postępująca od początku XXI wieku popularyzacja rzemieślniczych alkoholi objęła także tę kategorię. Współczesne rzemieślnicze wermuty pojawiły się zarówno we Francji, Hiszpanii, czy Włoszech, które ciągle dominują w ujęciu ilościowym produkcji, ale także w krajach w których producenci zdecydowali się reaktywować bogatą historię tworzenia wermutów sprzed dziesiątek, czy setek lat – jak chociażby Polska, czy Republika Południowej Afryki. Wśród innowacji zapoczątkowanych przez nową falę producentów warto wspomnieć o wermutach stworzonych na bazie wysokiej klasy rocznikowego wina (min. Dragma), czy użyciu dużej ilości składników aromatycznych (Adi Baadehorst - Caperitif).

## Produkcja i składniki
Na przestrzeni dziejów najbardziej popularnymi winogronami używanymi do produkcji wermutów były Clairette blanche, Piquepoul, Catarratto i Trebbiano. Wraz z nadejściem nowej fali wermutów producenci zaczęli używać bardziej szlachetnych odmian, takich jak Furmint, Chenin Blanc, Nebbiolo, czy Cabernet Franc. Białe wermuty powstają na bazie win białych, czerwone zaś mogą zawdzięczać swą barwę zarówno czerwonemu winu, jak też zabarwieniu od składników aromatycznych, czy karmelu (w przypadku gorszych jakościowo wermutów). Produkcja wermutu rozpoczyna się od wzmocnienia wina bazowego alkoholem (najczęściej spirytus winogronowy lub rolniczy). Proces ten wymaga krótkiego leżakowania. W przypadku wermutów słodkich wzmocnienie wina alkoholem, poprzedzone jest dosłodzeniem go syropem cukrowym. Kolejnym etapem jest wymieszanie w dużych beczkach, lub kadziach wzmocnionego wina z suchymi składnikami oraz staranna maceracja ziół i przypraw nadających wermutowi jego ostateczny smak. Mieszanina jest mieszana w odstępach czasu, aż suche składniki zostaną wchłonięte, a napój będzie gotowy do butelkowania. Większość wermutów jest butelkowana na poziomie od 16% do 18% alkoholu.
Składniki przypraw najczęściej używane w wermutach to piołun, goździki, cynamon, chinina, skórka cytrusów, kardamon, majeranek, rumianek, kolendra, jałowiec, imbir. Receptury marek wermutów są różne, a większość producentów wprowadza na rynek swój własny, niepowtarzalny smak i wersję.
W świadomości konsumentów kategoria wermutów nie jest wyraźnie zarysowana i oddzielona od innych (jak to ma miejsce np. w przypadku win, whisky, czy ginów). Odpowiedzią na to są działania komisji europejskiej, która od początku XXI wieku aktywnie wspiera zaostrzanie regulacji prawnych (w tym akcyzowych) i jednoczesne podnoszenie standardów  produkcyjnych dla kategorii wermutów. Działania te sprawiły, iż wielu producentów (min. Martini, Cinzano) zaprzestało używać nazwy wermut do swoich produktów zastępując je nazwą wino aromatyzowane, aperitif, aperitivo, czy l’aperitif.

## Współczesne wykorzystanie
Obecnie wermut jest jednym z wiodących składników koktajli. W swojej książce „The Ultimate A-To-Z Bar Guide” Sharon Tyler Herbst wymienił aż 194 koktajle na bazie wermutu. Wśród nich były między innymi: Americano, Bronx, Gibson, Malecon, Manhattan, Negroni, Rob Roy. Popularność wermutu wśród barmanów wynika z jego umiejętności łagodzenia smaku mocniejszych alkoholi, i dodaniu ziołowego charakteru przy jednoczesnym podkreśleniu dominujących w koktajlu smaków.  
Ziołowy charakter wermutów sprawia także, że są one wykorzystywane w gotowaniu przez wielu szefów kuchni. Szczególne zastosowanie znajdują w sosach do dań rybnych oraz marynatach mięs drobiowych.

## Przechowywanie
Ponieważ wermut jest winem wzmocnionym, otwarta butelka nie będzie kwaśnieć tak szybko jak wino. Jednocześnie otwarty wermut podobnie jak wino ulegał będzie utlenieniu i z czasem jego smak będzie się pogarszał. Smakosze zalecają, aby otwarte butelki wermutu były spożywane do jednego tygodnia w przypadku wermutów rzemieślniczych lub do jednego miesiąca w przypadku wermutów produkowanych masowo. Czynnikiem, który nieco spowalnia utlenianie jest przechowywanie wermutu w lodówce.